# Tricyphona confluens
Tricyphona confluens är en tvåvingeart. Tricyphona confluens ingår i släktet Tricyphona och familjen hårögonharkrankar.

## Underarter
Arten delas in i följande underarter:
- T. c. confluens
- T. c. subconfluens